# Lissonotus cruciatus
Lissonotus cruciatus là một loài bọ cánh cứng trong họ Cerambycidae.